# Henri Queuille
Henri Queuille (Neuvic, 1884. március 31. – Párizs, 1970. június 15.) francia orvos, politikus, a Negyedik Francia Köztársaság 5., 7., és 9. miniszterelnöke.

## Pályafutása
Párizsban szerzett orvosi diplomát. 1908-ban visszatért szülővárosába és rendelőt nyitott. A Parti radical-socialiste tagjaként 1912-ben bekapcsolódott a helyi politikai életbe. Beválasztották a városi tanácsba, majd polgármester, végül 1914-ben Corrèze megye nemzetgyűlési képviselője lett.
Az első világháborúban mentőorvosként vett részt a verduni és a somme-i csatában. Helytállását a Hadikereszttel jutalmazták.
1920 és 1940 között tizenkilencszer volt miniszter (mezőgazdasági, közegészségügyi, közlekedési és postaügyi valamint közmunkaügyi miniszter). 1935-től 1940-ig a szenátusban képviselte Corrèze megyét. Közlekedési és postaügyi miniszteri megbízatása alatt államosították a magánkézben lévő vasúttársaságokat és létrehozták a SNCF-t.
1940. július 10-én nem szavazott Henri Philippe Pétain teljhatalmára, ezért elvesztette polgármesteri hivatalát. Fia csatlakozott a francia ellenállási mozgalomhoz, és ő is felvette a kapcsolatot a Szabad Franciaország mozgalommal. 1943 tavaszán Londonba utazott Charles de Gaulle tábornokhoz. Májusban a BBC-ben rádiófelhívást intézett a francia parasztokhoz. Két hónappal később a Vichy-kormány megfosztotta állampolgárságától és szenátusi tagságától. Augusztusban de Gaulle Algírba küldte, ahol 1943 novemberében tagja lett a Nemzeti Felszabadítás Francia Bizottságának (CFLN).
1944 szeptemberében visszatért hazájába, és 1945 októberében ismét polgármesterré, 1946-ban pedig parlamenti képviselővé választották.
1948 és 1954 között háromszor alakított kormányt. 1949 márciusában aláírták a francia–vietnámi megállapodást, amely az egykori gyarmat függetlenségének elismerését jelentette, és áprilisban Franciaország csatlakozott az Észak-Atlanti Szerződéshez.

## Kapcsolódó szócikk
- Franciaország miniszterelnökeinek listája